# Heinrich Irenaeus Quincke

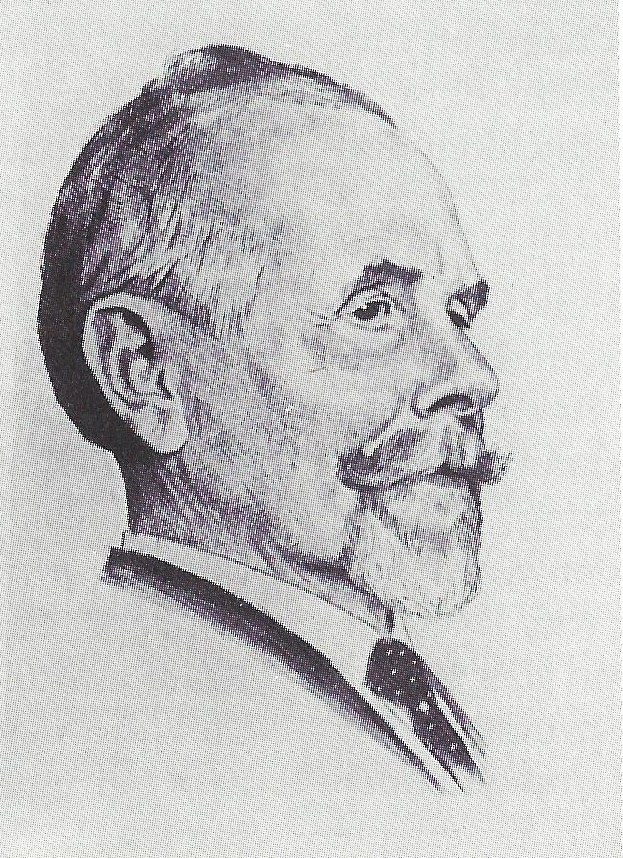
Heinrich Quincke, um 1900

Heinrich Irenäus Quincke (* 26. August 1842 in Frankfurt (Oder); † 19. Mai 1922 in Frankfurt am Main) war ein deutscher Internist und Hochschullehrer. Er war Mitbegründer der Thoraxchirurgie und führte die Lumbalpunktion (Nervenwasserentnahme) ein.

## Leben
Heinrich Quincke war der zweite Sohn des praktischen Arztes und Geheimen Medizinalrates Hermann Quincke, sein älterer Bruder war der Physiker Georg Hermann Quincke (1834–1924). Seine Familie zog kurz nach der Geburt Heinrichs in die Reichshauptstadt Berlin. Er erlernte vor seinem Medizinstudium das Schreinerhandwerk.
Er studierte an der Friedrich-Wilhelms-Universität Berlin Medizin und absolvierte Gastsemester an der Ruprecht-Karls-Universität Heidelberg sowie der Julius-Maximilians-Universität Würzburg. 1863 wurde er an der Charité bei dem Pharmakologen Mitscherlich zum Doktor der Medizin promoviert. Er arbeitete ab 1865 bei dem Physiologen Ernst Wilhelm Ritter von Brücke an der Universität Wien und wurde 1866 für ein Jahr Assistent des Chirurgen Robert Friedrich Wilms im Bethanien (Berlin). Studienreisen führten ihn zudem nach Paris und London. Bis 1871 war er Assistenzarzt bei Friedrich Theodor von Frerichs an der Berliner Charité. 1870 habilitierte er sich bei ihm für Innere Medizin. Im Jahr 1873 folgte er dem Ruf der Universität Bern auf den Lehrstuhl für Innere Medizin und übernahm die Leitung der Medizinischen Klinik des Inselspitals. 
1874 heiratete er in Britz bei Berlin Bertha Wrede, Tochter der Bertha Tölke und des Fabrikanten Julius August Wilhelm Werde, Eigentümer von Schloss Britz.
1878 wechselte er als ordentlicher Professor an die Christian-Albrechts-Universität Kiel, wo er ebenfalls Direktor der Medizinischen Klinik wurde. Mit dem ebenfalls in Kiel tätigen Friedrich von Esmarch geriet er in Streitigkeiten. 1900/01 war er Rektor der Universität. Wie sein Vater erhielt er den Charakter als Geheimer Medizinalrat. 1908 wurde er emeritiert. Sein letzter Wohnsitz war Frankfurt am Main, wo er als Honorarprofessor Vorlesungen hielt.

## Wirken
Quincke forschte auf verschiedenen Gebieten der Medizin. Neben der Inneren Medizin förderte er neue Erkenntnisse in der Neurologie und Lungenchirurgie. 1868 erkannte er den Zusammenhang zwischen Aorteninsuffizienz und der Pulsation in den Kapillargefäßen der Haut (Quinckescher Kapillarpuls). Als Erster beschrieb er die Gestaltveränderungen der roten Blutkörperchen (Poikilozytose) bei der perniziösen Anämie. Er erfand technische Geräte zur Verbesserung der Krankenpflege (Schwitzbett, Abkühlung auf Wasserkissen, drehbare Lufthütten für Lungenkranke). Als „Quincke-Lagerung“ führte er die Tief- oder Seitenlagerung des Oberkörpers bei Lungenkranken mit Bronchiektasien zur besseren Abhustung ein.
Die Lumbalpunktion, welche er 1891 als Erster erfolgreich durchgeführt und exakt beschrieben hat, setzte er zunächst therapeutisch zur Herabsetzung des intrakraniellen Drucks ein. Quincke berichtete darüber in seiner Veröffentlichung Lumbalpunktion des Hydrozephalus. Er erkannte auch die Bedeutung des Liquor cerebrospinalis. In sozialpolitischen Schriften gab er Vorschläge zur Verbesserung des Medizinstudiums und zur Konsolidierung des Arztberufes.
Für die Medizingeschichte bedeutend war auch die Erfindung der nach ihm benannten Quincke-Kanüle für die therapeutische und diagnostische Lumbalpunktion. Ab 1874 war sein Hauptforschungsgebiet die Pulmologie. 1882 beschrieb er erstmals das klinische Bild des Angioödems, das nach ihm benannte Quincke-Ödem.
Die Quincke-Straße im Kieler Stadtteil Wik wurde nach ihm benannt.

## Ehrungen
1883 wurde Quincke zum Mitglied der Deutschen Akademie der Naturforscher Leopoldina gewählt.

## Schriften (Auswahl)
- Zur Physiologie der Cerebrospinalflüssigkeit. In: Arch. Anat. Physiol. wiss. Med. Jahrgang 1872, S. 153–177.
- Concerning the acute localized oedema of the skin. In: Monatsh. Prakt. Derm 1882, 1, S. 129–131.
- Die Lumbalpunktion des Hydrocephalus. In: Berliner klinische Wochenschrift. Band 28, 1891, S. 929–965.
- mit Carl Garrè: Grundriß der Lungenchirurgie. Jena 1903.